# Gévrise Émane
Pour les articles homonymes, voir Emane.
Gévrise Émane, née le 27 juillet 1982 à Yaoundé au Cameroun, est une judoka française évoluant dans la catégorie des moins de 70 kg, poids moyens, avant de descendre en mi-moyens, moins de 63 kg puis de retrouver sa catégorie d'origine. Entraînée par l'ancienne championne olympique Cathy Fleury, la licenciée du Levallois Sporting Club Judo est triple championne du monde en 2007 (moins de 70 kg), en 2011, mi-moyens et en 2015 (poids moyens), médaillée de bronze aux Jeux Olympiques de Londres en 2012 et quintuple championne d'Europe en 2006, 2007, 2011, 2012 et 2016, trois titres en poids moyens et deux dans la catégorie inférieure.

## Biographie

### Carrière professionnelle
Née au Cameroun, Gévrise Émane rejoint la France alors qu'elle a deux ans et demi. Elle grandit à Neuilly-Plaisance en Seine-Saint-Denis où elle commence le judo assez tardivement au collège à 13 ans. Elle progresse rapidement dans des compétitions de niveau junior puis intègre l'INSEP en 2000 après un podium aux championnats de France juniors.
C'est en 2003 que la judoka se révèle en obtenant ses premiers podiums en Coupe du monde notamment au Tournoi de Paris. Elle obtient par ailleurs le titre de championne de France et participe au sacre européen par équipes de l'équipe de France féminine. En 2004, malgré quelques bonnes performances en Coupe du monde, elle ne parvient pas à se qualifier pour les Jeux olympiques de 2004 organisés à Athènes. L'année suivante, elle obtient sa première récompense internationale lors des championnats du monde en Égypte. Pour sa première participation, elle se qualifie pour la finale mais doit céder face à la Néerlandaise Edith Bosch et se contenter de la médaille d'argent. Dès lors, Gévrise Émane va confirmer le potentiel entrevu lors des années précédentes en remportant toutes les compétitions internationales majeures à commencer par l'Euro 2006 organisé à Tampere. Avec ses compatriotes de l'Équipe de France féminine, elle remporte le titre mondial par équipes mis en jeu à Paris fin 2006. Début 2007, elle conserve sa couronne continentale avant de remporter l'or mondial à Rio de Janeiro en septembre. Lors de la finale, elle s'impose face à l'Américaine Ronda Rousey et remporte l'une des deux médailles d'or obtenues par la délégation française au Brésil. La Française prend ainsi sa revanche sur sa première finale mondiale perdue deux ans plus tôt au Caire.
À 25 ans, la désormais championne d'Europe et du monde figure parmi les favorites pour le titre olympique de 2008. À cette occasion, Émane connaît une grande désillusion en se faisant éliminer dès le premier tour par l'Espagnole Leire Iglesias sur un shido encaissé à 30 secondes de la fin du combat pour sa première participation olympique.
En 2009, Gévrise Émane change de catégorie pour évoluer dans la catégorie inférieure des moins de 63 kg. L'objectif est de glaner la seule médaille qui manque à son palmarès (médaille olympique) et d'étoffer ce dernier dans une catégorie différente.
Sa participation aux mondiaux de Rotterdam (août 2009), dans cette nouvelle catégorie ne s'est pas soldé par une réussite. Néanmoins, la « lionne indomptable » ne se laisse pas abattre et continue son combat. Elle remporte le Tournoi de Paris (février 2010 et 2011) dans cette catégorie des moins de 63 kg, ainsi que les championnats d'Europe en 2011. En août 2011, quatre ans après son sacre mondial dans la catégorie des moins de 70 kg, elle devient championne du monde des moins de 63 kg en battant en finale la Japonaise Yoshie Ueno, alors numéro un mondiale. En avril 2012, elle remporte un second titre européen dans la catégorie des moins de 63 kg, son quatrième au total. et quelques semaines plus tard, elle empoche officiellement sa sélection pour les Jeux olympiques de Londres où son objectif est de remporter le dernier titre qui manque à son palmarès. Lors de cette compétition, elle est éliminée en quart de finale face à la Mongole Munkhzaya Tsedevsuren mais, grâce aux repêchages, elle remporte la médaille de bronze.
Elle remporte la médaille de bronze aux Championnats du monde de judo 2013 à Rio de Janeiro, et décroche l'or aux championnats du monde en 2015.
En 2016, elle obtient la troisième place au tournoi de Paris. Puis elle devient pour la cinquième fois championne d'Europe à Kazan dans la catégorie moins de 70 kg.
Elle fait partie de la sélection qui dispute les Jeux olympiques de Rio. Elle est éliminée dès le premier tour par la britannique Sally Conway, sur une immobilisation.
En février 2013, elle reçoit, en même temps que Lucie Decosse et Djamel Bouras, sa 6e dan.

### Vie professionnelle et associative
Gévrise Emane est titulaire d'un diplôme de professeur de sport en poste réservé à l'INSEP. Elle réalise également des missions au sein du BPJEPS de la fédération de judo.
Gévrise Emane fut également consultante pour L'Équipe 21 sur des émissions comme la Grande Édition et également durant les Championnats du monde de judo 2017. Elle réalise également des interventions en entreprise sur des sujets liés à la gestion du stress, la gestion des états de concurrence ou comment rebondir après un échec (thématique du sport liée à l'entreprise).
Gévrise Emane a aussi pris part au programme Bien Manger, C'est Bien Joué !, programme lancé en 2005 par la Fondation du Sport. Elle a participé à la réalisation de vidéos adressées aux jeunes sportifs pour leur apprendre les bases d'une alimentation adaptée à l'effort physique. Ce programme de la Fondation du Sport sensibilise également les enfants à l'importance de l'activité physique.
Gévrise Emane est marraine de l’association les enfants du jardin qui apporte un soutien aux familles et aux enfants atteints de maladies héréditaires du métabolisme traités par régime hypoprotidique.
Gévrise Emane a participé avec l'association Unis vers le sport en partenariat avec la fondation Adidas au projet de rénovation d'une école au Sénégal.
La judokate française est l'une des ambassadrices, à l'occasion des Jeux olympiques à Rio en 2016, de l'association Solidario.
À partir d'avril 2018, elle fait partie de la commission des athlètes, une instance de dix-huit sportifs présidée par Martin Fourcade qui va travailler à la préparation concrète des Jeux olympiques et paralympiques de 2024.

## Style
Sa taille, 1,62 m, fait d'elle une judoka petite pour sa catégorie où la plupart de ses adversaires la dépassent de 7 à 8 centimètres. Pour compenser, elle applique un judo plus technique, basé sur l'explosivité, le rythme. La prise de kumi-kata lui est également fondamentale pour contrecarrer l'allonge de ses adversaires.

## Palmarès

### Jeux olympiques
- Médaille de bronze aux Jeux olympiques 2012 à Londres,  Royaume-Uni

### Championnats du monde
- Championnats du monde 2015 à Astana (Kazakhstan) :
  -  Médaille d'or.
- Championnats du monde 2013 à Rio de Janeiro (Brésil) :
  -  Médaille de bronze.
- Championnats du monde 2011 à Paris (France) :
  -  Médaille d'or.
- Championnats du monde 2007 à Rio de Janeiro (Brésil) :
  -  Médaille d'or.
- Championnats du monde 2005 au Caire (Égypte) :
  -  Médaille d'argent.

### Championnats d'Europe
- Championnats d'Europe 2016 à Kazan (Russie) :
  -  Médaille d'or.
- Championnats d'Europe 2012 à Tcheliabinsk (Russie) :
  -  Médaille d'or.
- Championnats d'Europe 2011 à Istanbul (Turquie) :
  -  Médaille d'or.
- Championnats d'Europe 2008 à Lisbonne (Portugal) :
  -  Médaille de bronze.
- Championnats d'Europe 2007 à Belgrade (Serbie) :
  -  Médaille d'or.
- Championnats d'Europe 2006 à Tampere (Finlande) :
  -  Médaille d'or.

### Divers
- Individuel :
  -  Vainqueur au Masters mondial en 2011 à Bakou (Azerbaïdjan).
- Par équipes :
  -  Championne du monde par équipes en 2006 et en 2011 à Paris (France).
  - 3 titres de championne d'Europe par équipes (2003, 2004 et 2005).
- Espoirs :
  -  Vice-championne d'Europe espoirs (-23 ans) en 2004 à Ljubljana (Slovénie).

## Distinctions
- Chevalier de l'ordre national du Mérite (décret du 31 décembre 2012)[11]
- Médaille de la jeunesse, des sports et de l'engagement associatif, or (2024)[12]